# Hospital Guayaquil
El Hospital Guayaquil o más formalmente el Hospital Abel Gilbert Pontón, también escrito Hospital Nacional de Especialidades Guayaquil “Dr. Abel Gilbert Pontón”, es un centro de salud de propiedad pública en la provincia de Guayas localizado específicamente en la ciudad de Guayaquil, una de las más importantes localidades del país sudamericano de Ecuador.  Administrativamente depende del Ministerio de Salud Pública de Ecuador. Debido a la gran cantidad de personas que acuden al centro el gobierno de Ecuador decidió empezar la construcción de 2 nuevos hospitales en la ciudad para reducir las consultas externas de este centro.